# Dolicholobium longifructum
Dolicholobium longifructum är en måreväxtart som beskrevs av M.E. Jansen. Dolicholobium longifructum ingår i släktet Dolicholobium och familjen måreväxter. Inga underarter finns listade i Catalogue of Life.